# Susanne Georgi
Susanne Georgi (født 27. juli 1976) er en dansk sangerinde bosiddende i Andorra. Hun er kendt fra eurodance-duoen Me & My sammen med sin søster, Pernille. Sammen havde det et stort hit med sangen "Dub-I-Dub" i 1995.

## Karriere
Susanne blev født i Kolding i 1976. I 1990'erne begyndte hun at synge sammen med sin søster Pernille Georgi i duoen Me & My. I 2007 stillede de sammen op ved Dansk Melodi Grand Prix med sangen Two Are Stronger Than One, men fik kun en 6. plads. I 2009 vandt hun Andorras nationale udvælgelse til Eurovision Song Contest 2009 med sangen La teva desició, og repræsenterede landet i ESC i Moskva. Susanne Georgi dannede i 2007 par med skuespilleren Mads Koudal. Susanne Georgi taler flere sprog såsom dansk, sit modersmål, catalansk, nationalsproget i Andorra, hvor hun lever nu, engelsk og tysk. Hun blev i september 2011 gift med Xavier Puicercos. Sammen har de døtrene Molly og Shelly. 

## Diskografi
- 2009 : La teva decisió/Get a life(Picap 2009) der er sangen for Andorra i Eurovision Song Contest 2009